# Messier 10
Messier 10 oder M10 (auch als NGC 6254 bezeichnet) ist ein 6,6 mag heller Kugelsternhaufen mit einem Durchmesser von 19–20' im Sternbild Schlangenträger (Ophiuchus). Von den 5 Kugelhaufen des Sternbilds (M9, 10, 12, 14 und 107) ist er der zweithellste.
Er wurde am 29. Mai 1764 vom französischen Astronomen Charles Messier entdeckt (einen Tag vor dem benachbarten M12) und ist mit etwa 230.000 Sonnenmassen zum Durchschnitt der Kugelhaufen zu zählen. Er wird von alten gelben Sternen dominiert, darunter aber nur 4 Veränderliche.
Im Feldstecher lediglich ein winziger Nebelfleck, zeigt er seine Struktur erst ab etwa 15 cm Fernrohröffnung. Er ist etwas kompakter als der 3° nordwestlich liegende Messier 12.
Messier notierte ihn als kleinen, aber schönen „Nebel ohne Stern“. Erst 20 Jahre später charakterisierte ihn Wilhelm Herschel als „wundervollen Haufen sehr dicht gedrängter Sterne“ mit keiner Spur eines Nebels und verglich ihn mit Messier 51. Sein Sohn John Herschel stellt Sterne 10. bis 15. Größe fest (tats. ab 12 mag), die in einem leuchtenden Zentrum ohne Kern gipfeln. Lord Rosse erkannte in seinem Riesenteleskop erstmals eine dunkle Stelle am Oberrand, und dass das obere Sechstel des Haufens viel lichtschwächer als der Großteil ist am Südrand eine dunkle Trennlinie. Curtis beschreibt ihn fotografisch um 1918 mit 8' Durchmesser und einem hellen Zentralteil von 2'.
Schon im 8×30-Feldstecher als Nebelfleck zu erkennen, sieht man mit 10×50 ein kleines, verschwommenes Scheibchen, das im 10-cm-Amateurfernrohr etwas länglich und 10' groß erscheint. Die 25 hellsten Einzelsterne bis ~15 mag sind erst im Sechs- bis Achtzöller zu erkennen. Noch größere Öffnungen zeigen einen kompakten Kern von 4' und einen Halo von 15', in dem einige Sterngruppen kettenförmig oder spiralig angeordnet sind.
Unter den Sternen ragt ein heißer blauer Riese von 13. Größe heraus. Er ist lt. R. Stoyan im Vorstadium eines planetarischen Nebels, aber zur Anregung der expandierenden Gashülle noch nicht heiß genug.

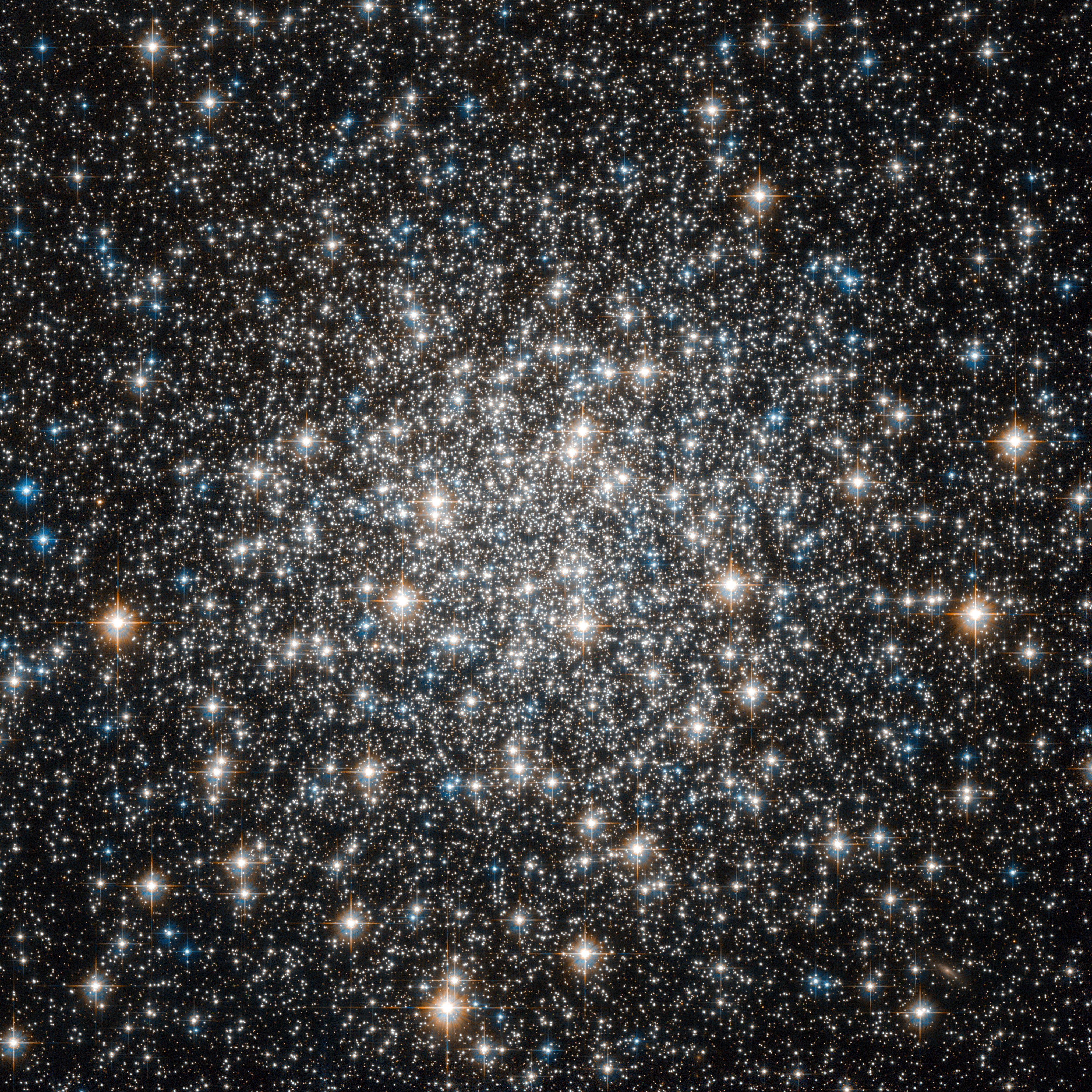
Hochaufgelöste Aufnahme des Zentrums, Hubble-Weltraumteleskop